# Sumi Hwang
Sumi Hwang (* 25. Januar 1986 in Daegu) ist eine südkoreanische Opernsängerin (Sopran) und Professorin für Gesang in Seoul.

## Werdegang
Nach dem Besuch der Oberschule der Künste in Seoul begann Sumi Hwang 2004 ihr Gesangsstudium an der Seoul National University bei Hyunjoo Yun und schloss es 2011 mit dem Magister artium ab (2008 Bachelor- und 2011 Master-Abschluss Musik).
2011 zog sie nach Europa, um die Aufbaustudiengänge Gesang/Musiktheater bzw. Konzertgesang bei Frieder Lang an der Hochschule für Musik und Theater München zu beginnen. Ebendort besucht sie gleichzeitig auch die Liedklasse von Donald Sulzen.
Sumi Hwang trat in mehreren Opernrollen auf, so war sie die Prinzessin in Maurice Ravels Oper L’enfant et les sortilèges (2010, National Opera Korea) oder die Norina in Gaetano Donizettis I pazzi per progetto unter der Leitung von Ulf Schirmer (2012, Prinzregententheater München).
Konzerte sang sie u. a. zusammen mit dem Radio-Sinfonieorchester Stuttgart des SWR (Liederhalle Stuttgart), dem Osnabrücker Symphonieorchester und trat auf in Studiokonzerten des Bayerischen Rundfunks München sowie bei der Operngala in Flensburg. Im Sommer 2013 sang sie das Requiem von Giuseppe Verdi in der Wieskirche anlässlich des 50-jährigen Jubiläums von „Festlicher Sommer in der Wies“. Im Sommer 2014 sang sie den gleichen Part bei einem Konzert mit MünchenKlang in der Neuen Pfarrkirche St. Margaret. 2014 hatte sie einen TV-Auftritt beim Weihnachtskonzert mit dem Bundespräsidenten. Von 2014 bis 2018 war Sumi Hwang Ensemblemitglied an der Oper Bonn. Bei der Eröffnung der Olympischen Winterspiele 2018 in Pyeongchang sang sie die olympische Hymne. Ab der Spielzeit 2019/2020 bis 2021/2022 war sie festes Ensemblemitglied am Hessischen Staatstheater Wiesbaden.
Als Liedsängerin arbeitet Sumi Hwang regelmäßig mit Helmut Deutsch zusammen, mit dem sie in verschiedenen Recitals in Europa und Asien zu hören war und mit welchem sie auch ihr Debüt im Rahmen der Rosenblatt Recitals in der Londoner Wigmore Hall gab. Ihr Solodebütalbum mit Liedern von Franz Liszt, Benjamin Britten und Richard Strauss, ebenfalls mit Helmut Deutsch am Flügel, erschien 2019.
Seit September 2022 wirkt Sumi Hwang als Professorin für Gesang an der Kyung-Hee-Universität in Seoul.

## Preise und Auszeichnungen
- 2009: Erster Preis Nationaler Opern Gesangswettbewerb (Korea).
- 2010: Zweiter Preis Liederwettbewerb Seil (Korea).[10]
- 2012: Erster Preis sowie der Publikumspreis beim Wettbewerb Grandi Voci[11] in Salzburg.
- 2012: Zweiter Preis Internationaler Musikwettbewerb der ARD in München.[12]
- 2013: Erster Preis im Fach Gesang des Kulturkreis Gasteig Musikpreis.[13]
- 2013: Erster Preis Anneliese Rothenberger-Wettbewerb in Konstanz.[14]
- 2014: Preis des Bundespräsidenten beim Felix Mendelssohn Bartholdy Hochschulwettbewerb.[15]
- 2014: Erster Preis Concours Reine Elisabeth im Fach Gesang.